# Lara Lugli
Lara Lugli (Carpi, 11 marzo 1980) è un'ex pallavolista italiana.

## Biografia
Nata a Carpi nel 1980, ha esordito a 15 anni in serie C nella squadra locale come palleggiatrice per poi cambiare ruolo e passare alla Big Power Ravenna in A1 nel 1997. Durante la sua carriera ventennale, ha calcato i parquet di tutta la penisola, oltre ad una stagione nell'A1 svizzera a Neuchatel, durante la quale ha anche esordito in Challenge Cup.
Ha chiuso la carriera nel febbraio 2019 al Volley Pordenone, dopo esser rimasta incinta. Nel 2021 ha avuto ampio risalto sui media nazionali la sua causa contro la ex-squadra che secondo la giocatrice non le avrebbe pagato l'ultimo mese giocato poiché al momento della firma del contratto non aveva dichiarato la sua intenzione di diventare madre. In seguito il club decide di ritirare la citazione in giudizio.